# Mỹ Lộc, Tây Ninh
Mỹ Lộc là một xã tỉnh Tây Ninh, Việt Nam.

## Địa lý
Xã Mỹ Lộc có vị trí địa lý:
- Phía đông giáp xã Cần Giuộc và xã Phước Vĩnh Tây
- Phía tây giáp xã Phước Lý và xã Rạch Kiến
- Phía nam giáp xã Mỹ Lệ
- Phía bắc giáp xã Hưng Long thuộc Thành phố Hồ Chí Minh và xã Phước Lý.

Xã Mỹ Lộc có diện tích tự nhiên là 32,71 km², quy mô dân số năm 2025 là 41.255.

## Hành chính
Xã được chia thành 14 ấp: Thanh Ba, Lộc Tiền, Lộc Hậu, Lộc Trung, Kế Mỹ, Phước Thuận, Phước Hưng 1, Phước Hưng 2, Phước Kế, Thuận Đông, Thuận Tây 1, Thuận Tây 2, Thuận Nam, Thuận Bắc.

## Lịch sử
Năm 2018, xã Mỹ Lộc có diện tích 12,04 km², dân số là 16.589 người, mật độ dân số đạt 1.378 người/km².
Ngày 17 tháng 12 năm 2019, Ủy ban thường vụ Quốc hội ban hành Nghị quyết số 836/NQ-UBTVQH14 về việc sắp xếp các đơn vị hành chính cấp xã thuộc tỉnh Long An (nghị quyết có hiệu lực từ ngày 1 tháng 1 năm 2020). Theo đó:
- Điều chỉnh 1,91 km² diện tích tự nhiên và 2.575 người của xã Mỹ Lộc vào thị trấn Cần Giuộc
- Điều chỉnh 2,66 km² diện tích và 3.655 người còn lại của xã Trường Bình vừa giải thể vào xã Mỹ Lộc.

Sau khi điều chỉnh, xã Mỹ Lộc có 12,79 km² diện tích tự nhiên, dân số là 17.669 người.